# Рајан Андерсон
Рајан Андерсон (енгл. Ryan Anderson; Сакраменто, Калифорнија, 6. мај 1988) је амерички кошаркаш. Игра на позицији крилног центра, а тренутно је без ангажмана. Изабран је у 1. кругу (21.укупно) НБА драфта 2008. од стране Њу Џерзи нетса.

## Успеси

### Појединачни
- Играч НБА који је највише напредовао (1): 2011/12.